# Sledgehammer Games

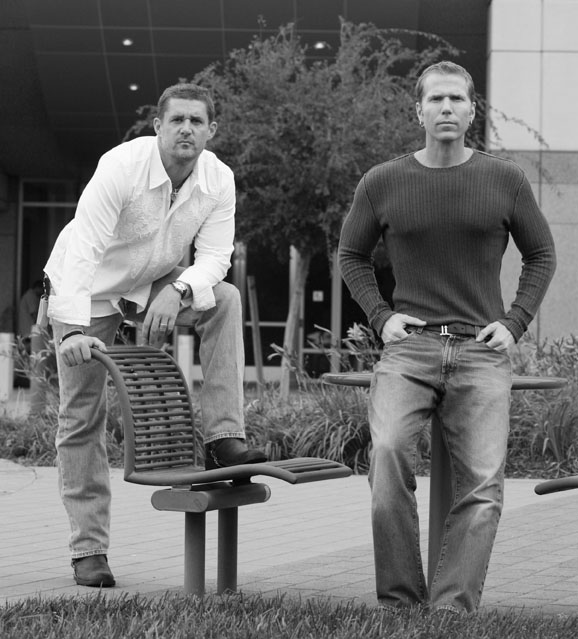
Основатели студии: Глен Скофилд и Майкл Кондри

Sledgehammer Games — американская частная компания, специализирующаяся на разработке компьютерных игр. Основана в 2009 году Гленом Скофилдом (англ. Glen Schofield) и Майклом Кондри (англ. Michael Condrey), ранее работавшими в Visceral Games.

## История компании
Основана в 2009 году Гленом Скофилдом (англ. Glen Schofield) и Майклом Кондри (англ. Michael Condrey), ранее работавшими в Visceral Games. В штате студии состоят люди, сыгравшие ключевые роли в создании таких игр как: Dead Space, The Lord of the Rings: The Return of the King, Tomb Raider, James Bond: Everything or Nothing, Ratchet & Clank, Resistance, Afro Samurai, Soul Reaver.
Activision доверила студии разработку игры из серий «Call of Duty» — это будет первая игра студии. Позднее выяснилось, что эта игра не появится в 2011 году.
9 ноября 2010 года прошёл слух, что события в разрабатываемой студией игре будут происходить в будущем с участием космической пехоты.
24 мая 2011 года в премьерном официальном трейлере к игре Call of Duty: Modern Warfare 3 появляется название студии, что подтверждает информацию о том, что студия работает над этой игрой.
23 июня 2011 года в своём интервью IndustryGamers Эрик Хиршберг (англ. Eric Hirshberg) сообщил, что в своей основе команда, работающая над игрой Call of Duty: Modern Warfare 3, это та же команда, которая создала Call of Duty: Modern Warfare 2. Студия Sledgehammer Games по словам Хиршберга выступает в качестве полноценного партнёра в разработке, и финальный продукт будет представлять собой совместное видение игры этими двумя студиями. В этом же интервью Хиршберг заметил, что Activision всё ещё заинтересована в приключенческой игре во вселенной Call of Duty от студии Sledgehammer Games, которая должна была работать над этой игрой изначально, но в итоге данная игра была отложена и студия занимается помощью в разработке Call of Duty: Modern Warfare 3. Практически перед выходом Call of Duty: Modern Warfare 3 Глен Скофилд (англ. Glen Schofield) заявил, что возможно этот незаконченный проект во вселенной Call of Duty будет вообще закрыт. В мае 2014 года становится известно, что создание игры отменено и это был шутер от третьего лица, действия в котором происходили во время войны во Вьетнаме, в Камбодже. Концепт рисунки игры были опубликованы одним из работавших над игрой дизайнером в конце июня 2014 года.
В декабре 2011 года студия начала поиски человека в команду, который должен войти в команду, работающую над неанонсированным проектом из вселенной Call of Duty и заняться проработкой многопользовательского взаимодействия в игре.
В начале февраля 2014 года Activision объявляет, что игры серии Call of Duty переходят на трёхлетний цикл разработки (новые игры в серии продолжат выходить каждый год, как и раньше). К работавшим ранее над играми студиям Infinity Ward и Treyarch добавляется Sledgehammer Games. Последняя разрабатывает следующую игру серии Call of Duty, которая должна поступить в продажу для PC, PlayStation 4 и Xbox One во второй половине 2014 года. Уровень графики, на котором на тот момент находилась разрабатываемая студией игра, был назван «огромным шагом вперёд по сравнению с Call of Duty: Ghosts», а сама игра станет самым амбициозным проектом студии.
В мае 2019 года появилась информация о проблемах в разработке новой игры серии Call of Duty в сеттинге Холодной войны из-за разногласий между Sledgehammer Games и Raven Software, в связи с чем издатель Activision передала разработку игры студии Treyarch, а Sledgehammer и Raven остались в качестве поддержки.

## Игры Sledgehammer Games
| Год  | Название                                | Платформы                                                             | Примечание |
| ---- | --------------------------------------- | --------------------------------------------------------------------- | --- |
| 2011 | Call of Duty: Modern Warfare 3          | PlayStation 3, Xbox 360, PC (Windows)                                 | При поддержке со стороны Infinity Ward, Raven Software, Neversoft и Treyarch.                                 |
| 2014 | Call of Duty: Advanced Warfare          | PlayStation 3, PlayStation 4, Xbox 360, Xbox One, ПК (Windows)        | При поддержке со стороны High Moon Studios и Raven Software.                                                  |
| 2017 | Call of Duty: WWII                      | PlayStation 4, Xbox One, ПК (Windows)                                 | При поддержке со стороны Raven Software.                                                                      |
| 2021 | Call of Duty: Vanguard                  | PlayStation 4, PlayStation 5, Xbox One, Xbox Series X/S, ПК (Windows) | При поддержке со стороны Raven Software, Treyarch, Beenox, High Moon Studios, Demonware, Activision Shanghai. |
| 2023 | Call of Duty: Modern Warfare III (2023) | PlayStation 4, PlayStation 5, Xbox One, Xbox Series X/S, ПК (Windows) | При поддержке со стороны Infinity Ward                                                                        |

### Помощь в разработке
| Год  | Название                            | Платформы                                                             | Примечание                                                                                |
| ---- | ----------------------------------- | --------------------------------------------------------------------- | ----------------------------------------------------------------------------------------- |
| 2019 | Call of Duty: Modern Warfare (2019) | PlayStation 4, Xbox One, ПК (Windows)                                 | Помощь студиям Infinity Ward, Raven Software, Beenox и High Moon Studios.                 |
| 2020 | Call of Duty: Black Ops Cold War    | PlayStation 4, PlayStation 5, Xbox One, Xbox Series X/S, ПК (Windows) | Помощь студиям Treyarch, Raven Software, High Moon Studios, Beenox и Activision Shanghai. |

## Отменённые игры
| Название              | Платформы                             | Примечание |
| --------------------- | ------------------------------------- | ---------- |
| Call of Duty: Vietnam | PlayStation 3, Xbox 360, ПК (Windows) |            |